# Биченкова Інна Валентинівна
Інна Валентинівна Биченкова (5 червня 1941, Київ, УРСР — 16 січня 2023) — радянський і український художник театру і кіно, педагог. Заслужений художник України (2003).

## Життєпис
Народилась 5 червня 1941 року у Києві.
Закінчила Київський державний художній інститут (1967, майстерня М. Духновського).
Працювала в галузі живопису, сценографії, кіно. Основні твори: «Театральні натюрморти» (1979–82), «Народження образу» (1979), «Ілюзія» (1981), «Кожний вечір» (1982); серії — «Життя провінції» (1980–83), «Осінні мотиви» (1995–96), «Замріяні натюрморти» (1996–98), «Незабутнє минуле» (1999).
Поставила понад шістдесят спектаклів в різних театрах Києва та України, працювала доцентом і викладачем у Художньому інституті, брала участь у створенні кількох десятків кінофільмів і телесеріалів.
Член Національної спілки театральних діячів України (1971), Національної спілки художників України (1976), Національної спілки кінематографістів України (1989).
Фільм «Розпад» (1990) про аварію на ЧАЕС та її наслідки отримав дві кінонагороди: золоту медаль на МКФ у Венеції та гран-прі на МКФ екологічних кіно- та телефільмів у Сантандері (Іспанія). Робота у зоні відчуження була небезпечною, проте художницю це не зупинило. «Друзі вмовляли не їхати, казали, як це небезпечно. Але для мене робота завжди була важливішою за моє життя. На зйомках у Чорнобилі найбільший подив у мене викликало те, що сучасне, за тими мірками, місто було абсолютно порожнім. Тому що в такому місці має бути життя, і страшна реальність не укладалася в голові. У зоні відчуження ми знаходилися кілька днів, більше не можна було. Багато сцен відтворювали вже в Києві»..

Могила Інни Биченкової, Байкове кладовище

Живопису Інни Биченкової, яким вона щедро ділилася з друзями, демонструвала на щорічних виставках, притаманний особливий ліризм і глибоке переживання екзистенційності буття. Красу довкілля і парадокси урбаністики відтворювала у складних композиціях, поєднуючи живописний і театральний принципи..
Донька Юлія, зять і онук Платон — також присвятили себе мистецтву, працюють як художники—графіки, мешкають у США.
Померла 16 січня 2023 року. Похована у колумбарії Байкового кладовища (ділянка № 17/1отк, 4 ряд, 531 місце), неподалік від центрального входу.

## Фільмографія
Художник по костюмах:
- 1984 — «Два гусари» (реж. В. Криштофович)
- 1985 — «Володя великий, Володя маленький» (реж. В. Криштофович)
- 1986 — «Королі і капуста» (реж. М. Рашеєв)
- 1986 — «Бережи мене, мій талісмане» (реж. Р. Балаян)
- 1988 — «Любов до ближнього» (у співавт.; реж. М. Рашеєв)

Художник-постановник:
- 1984 — «Капітан Фракасс» (т/ф, 2 с., у співавт. з М. Левитською)
- 1986 — «Золотий ланцюг»
- 1987 — «Руда фея»
- 1988 — «Автопортрет невідомого»
- 1988 — «Галявина казок»
- 1990 — «Розпад» (у співавт. з Василем Зарубою)
- 1991 — «Ніч самогубця»
- 1992 — «У тій царині небес...»
- 1992 — «Дорога нікуди»
- 1993 — «Гетьманські клейноди» — Приз МКФ слов'янських і православних народів «Золотий Витязь» (1993) за найкраще образотворче рішення[6]
- 1994 — «Шоста година останнього тижня кохання»
- 1995 — «Геллі і Нок»
- 1997 — «Сьомий маршрут»
- 1997 — «Хіппініада, або Материк любові»
- 2000 — «Чорна рада» (9 серій)
- 2002 — «Лялька» (12 серій)
- 2002 — «Під дахами великого міста» (т/с)
- 2003 — «Право на захист» (т/ф, 12 серій)
- 2004 — «Я тебе кохаю» (10 серій)
- 2005 — «Золоті хлопці» (Золотые парни) (14 серій)
- 2005 — «Підступи кохання» (8 серій)
- 2007 — «Юнкери» (т/ф, 12 серій)
- 2008 — «Сюрприз»
- 2012 — «Підпоручик Ромашов»
- 2012 — «Мамо, я льотчика люблю...» та ін.